# François Boissier de Sauvages de Lacroix
François Boissier de Sauvages de Lacroix (Alès, 12 maggio 1706 – 19 febbraio 1767) è stato un medico e botanico francese.

## Biografia

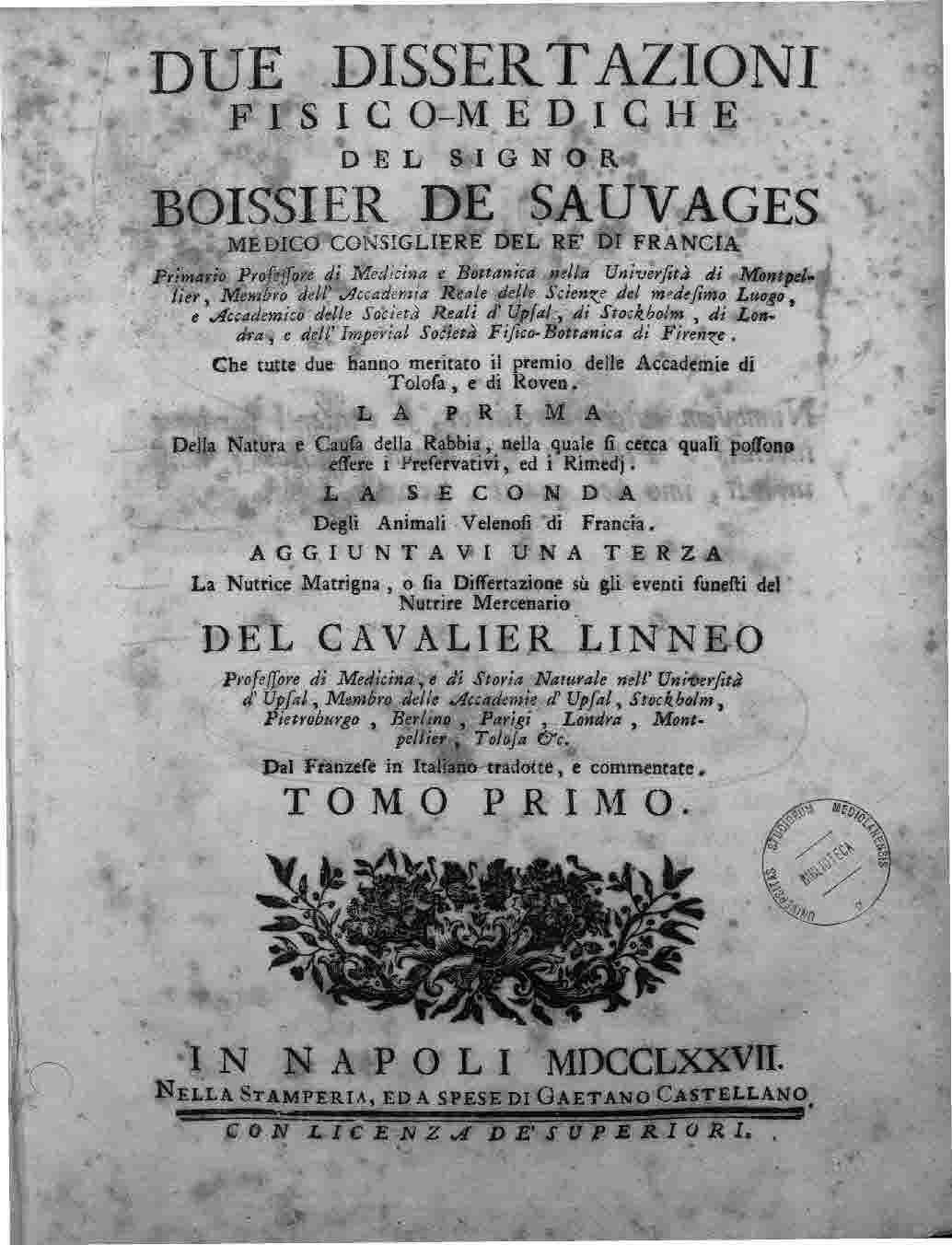
Due dissertazioni fisico-mediche, 1777

Studiò all'università di Montpellier insieme a Pierre Baux (1708–1790). Passò qualche anno a Parigi e nel 1734 tornò a Montpellier. Insegnò fisiologia e patologia e ottenne la cattedra di botanica dopo la morte di François Ayme Chicoyneau (1702–1740). Migliorò l'orto botanico, anche costruendo la prima serra.
In medicina, gli si attribuisce la prima nosologia metodica, un sistema di classificazione conforme al precedente lavoro di Thomas Sydenham e ai metodi botanici. Elencò 10 classi principali di malattie, divise in vari ordini, 295 generi e 2400 specie (malattie). La sua Nosologia Methodica potrebbe aver ispirato Philippe Pinel (1745—1826) e la sua ricerca sulle malattie mentali.
Era amico di Carl von Linné (1707—1778), il quale collaborò con lui e gli dedicò il genere Sauvagesia. Nel 1748 fu eletto membro dell'accademia reale svedese delle scienze e l'anno seguente fellow of the Royal Society. Pierre Augustin Boissier de Sauvages (1710—1795) era suo fratello.

## Opere
- Due dissertazioni fisico-mediche, vol. 1, Napoli, Gaetano Castellano, 1777.
- Due dissertazioni fisico-mediche, vol. 2, Napoli, Gaetano Castellano, 1777.